# Álex, Jorge y Lena (álbum)
Alex, Jorge y Lena es el álbum de estudio debut del supergrupo Alex, Jorge y Lena, formado por los cantautores Álex Ubago, Jorge Villamizar y Lena Burke. Fue lanzado bajo el sello Warner Music Latina el 21 de septiembre de 2010. Las canciones de este disco tratan principalmente sobre el amor y las relaciones y musicalmente el álbum es pop latino.
El primer sencillo, «Estar contigo» fue lanzado el 29 de junio de 2010. El segundo sencillo, «La canción del pescado» tuvo una buena acogida en las listas de airplay de Latin Pop en Estados Unidos. Y «Las cosas que me encantan"», y «Si ya no tengo tu corazón» fueron lanzados como el tercer y cuarto sencillos del álbum, respectivamente.

## Producción
El álbum fue producido por el mexicano Áureo Baqueiro. Burke, Ubago y Villamizar escribieron todas las canciones del álbum. Ubago dijo que el álbum incluye 12 temas ya que tenían mucho material para elegir, "todo fue muy fluido, sentimos la química y también las estrellas alineadas". Cada miembro tocaba un instrumento; Villamizar y Ubago tocaban la guitarra y Burke el piano. 
Alex, Jorge y Lena alcanzó el puesto 13 en Billboard Latin Pop Albums y el puesto 17 en Top 100 México. Alex, Jorge y Lena realizaron una gira promocional por España y Latinoamérica.

## Sencillos
- "Estar contigo" fue el primer sencillo lanzado del álbum. Fue escrita por Álex Ubago y originalmente grabada por él y Lena Burke. La pista fue lanzada a la radio el 26 de julio de 2010 y alcanzó el puesto 22 en la lista Billboard Top Latin Songs.[6] Sobre la canción, Villamizar dijo: "Cuando escuché la canción con sus voces, dije 'yo no canto'". Luego enviaron la grabación al sello, quien inmediatamente preguntó: "¿Dónde está Jorge?". y devolvió la canción para ser completada por el trío. Esto cambió la naturaleza de la canción; Según Gabriela Martínez, Vicepresidenta de Marketing de Warner Music Latina, "Estar Contigo" "pasó de ser una canción [sobre una] pareja romántica, una canción de amor, [a uno] puede ser entre padre e hijo o amigos".[6]
- "La canción del pescado" fue el segundo sencillo del álbum y fue lanzado en abril de 2011.[7] La canción alcanzó el puesto 37 en la lista Billboard Latin Pop Airplay.[8]
- "Las cosas que me encantan" fue lanzado en julio de 2011 como el tercer sencillo del álbum. El video de "Las Cosas Que Me Encantan" fue grabado en la Ciudad de México; e incluyó imágenes adicionales de su presentación en vivo en el Festival Valladolid en España.[9]
- "Si ya No tengo tu corazón" fue lanzado como el cuarto y último sencillo. Alex, Jorge y Lena grabaron un video musical de esta canción durante un concierto en vivo en la Ciudad de México como parte de su gira promocional.[10]

## Lista de canciones
| N.º   | Título                      | Escritor(es)                     | Duración |  |
| 1.    | «La canción del pescado»    | Pilar Quiroga, Jorge Villamizar  | 03:44    |  |
| 2.    | «Mil maneras de querer»     | Alex Ubago, Jorge Villamizar     | 03:38    |  |
| 3.    | «Estar contigo»             | Alex Ubago                       | 04:22    |  |
| 4.    | «¿Quién será?»              | Lena Burke, Rey Nerio            | 03:50    |  |
| 5.    | «Las cosas que me encantan» | Alex Ubago                       | 04:14    |  |
| 6.    | «Ya sabes como soy»         | Alex Ubago                       | 04:22    |  |
| 7.    | «Si ya no tengo tu corazón» | Lena Burke                       | 04:09    |  |
| 8.    | «Versos de amor»            | Chucho Merchán, Jorge Villamizar | 04:09    |  |
| 9.    | «A la vuelta de la esquina» | Claudia Brant, Jorge Villamizar  | 03:30    |  |
| 10.   | «Huella»                    | Lena Burke, Rey Nerio            | 04:08    |  |
| 11.   | «Sobre el suelo mojado»     | Alex Ubago                       | 03:39    |  |
| 12.   | «Mas na' contigo»           | Lena Burke, Jorge Villamizar     | 03:14    |  |
| 46:59 |                             |                                  |          |  |

## Premios y nominaciones
El 14 de septiembre de 2011, Alex, Jorge y Lena recibieron dos nominaciones al premio Grammy Latino, por Álbum del Año y Mejor Álbum Pop de un Dúo o Grupo con Voz por su lanzamiento en 2010, con una nominación adicional para Áureo Baqueiro como Productor del Año por su trabajo en el álbum.